# 马尔希费尔德地区莱奥伯尔德斯多夫
马尔希费尔德地区莱奥伯尔德斯多夫是奥地利下奥地利州根瑟恩多夫县的一个市镇。总面积28.95平方公里，总人口2416人，人口密度83.5人/平方公里（2005年）。